# سیمون بایلز

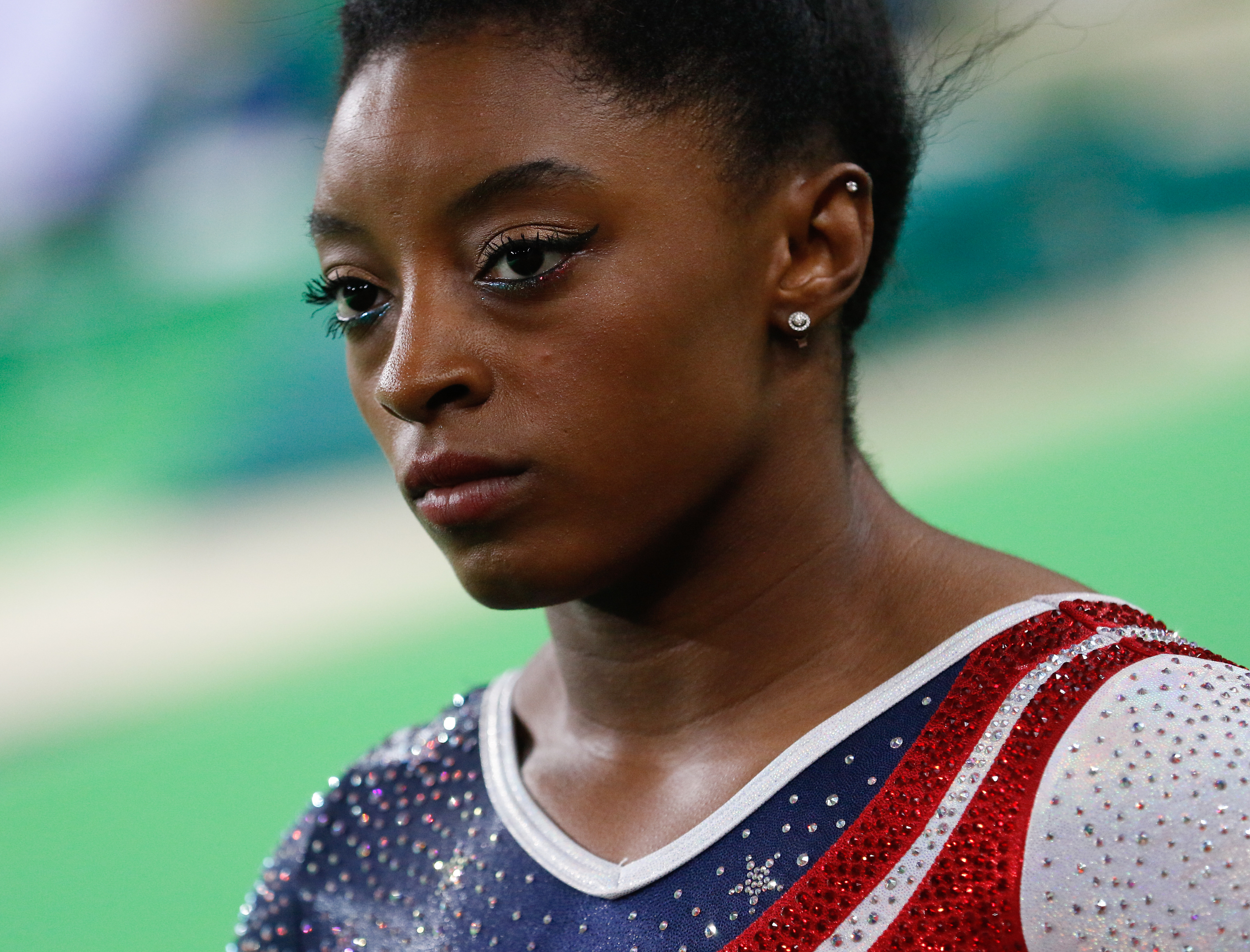

سیمون بایلز (به انگلیسی: Simone Biles) ژیمناست زادهٔ ۱۴ مارس ۱۹۹۷ میلادی اهل کشور ایالات متحده آمریکا است. او در بازی‌های المپیک ۲۰۱۶ چهار مدال طلا (در مجموع چهار اسباب، پرش از خرک، حرکات زمینی و در بخش تیمی به همراه تیم آمریکا) به دست آورد.
او رکورد ویتالی شربو، ژیمناستیک‌کار سرشناس که ۱۲ مدال جهانی در کارنامه داشت را شکست.